# Philautus acutus
Philautus acutus es una especie de ranas endémica del parque nacional de Gunung Mulu, en Sarawak (Malasia). 